# Åvikinjärvi
Åvikinjärvi är en sjö i kommunen Somero i landskapet Egentliga Finland i Finland. Arean är 8 hektar och strandlinjen är 1,32 kilometer lång. Sjön  ingår i Pemar å huvudavrinningsområde.   Den ligger omkring 62 kilometer öster om Åbo och omkring 100 kilometer nordväst om Helsingfors. 
Sjön genomflyts av Pemar å.